# Frank Coghlan Jr.
Pour les articles homonymes, voir Coghlan.
Frank Coghlan Jr., né le 15 mars 1916 à New Haven (Connecticut) et mort le 7 septembre 2009 à Saugus (actuellement Santa Clarita) (Californie), est un acteur de cinéma américain.

## Filmographie partielle
- 1925 : The Great Circus Mystery de Jay Marchant
- 1926 : La Dernière Frontière de George B. Seitz
- 1927 : Le Médecin de campagne (The Country Doctor) de Rupert Julian
- 1928 : Let 'Er Go Gallegher d'Elmer Clifton
- 1930 : Sur la piste glacée (River's End) de Michael Curtiz
- 1931 : L'Ennemi public (The Public Enemy) de William A. Wellman
- 1938 : Les Anges aux figures sales (Angels with Dirty Faces) de Michael Curtiz
- 1939 : Autant en emporte le vent (Gone with the Wind) de Victor Fleming
- 1941 : Le Capitaine Marvel (Adventures of Captain Marvel) de William Witney et John English
- 1966 : La Canonnière du Yang-Tsé (The Sand Pebbles) de Robert Wise